# Barbarea australis
Barbarea australis är en korsblommig växtart som beskrevs av Joseph Dalton Hooker. Barbarea australis ingår i släktet gyllnar, och familjen korsblommiga växter. Inga underarter finns listade i Catalogue of Life.